# Jeff Corey
Pour les articles homonymes, voir Corey.
Jeff Corey est un acteur américain, né le 10 août 1914 à Brooklyn (New York), et mort le 16 août 2002 à Santa Monica.

## Biographie
Dans les années 1940, Jeff Corey devient familier du public en tant qu'acteur de seconds rôles. Mais il est ensuite victime du maccarthysme : militant communiste dans sa jeunesse — engagement qu'il avait depuis longtemps laissé derrière lui — il est convoqué devant le Comité des activités anti-américaines. Il refuse alors de dénoncer quiconque et va jusqu'à tourner en ridicule le Comité et divers témoins ; cela lui vaut d'être inscrit, en 1951, sur la liste noire du cinéma. Après plusieurs années éloigné des écrans, il revient au cinéma et mène alors une double carrière d'acteur et de professeur de comédie. Pendant plusieurs décennies, ses cours sont très demandés dans les milieux du cinéma américain.
Dans sa biographie consacrée à Jack Nicholson, l'auteur Patrick McGilligan présente Corey pendant sa longue traversée du désert, comme partageant son temps entre un travail dans le bâtiment et une activité de professeur de comédie passionné enseignant à de petits groupes dans son garage transformé en théâtre, sur Cheremoya Avenue - Los Angeles. Intègre, chaleureux et encourageant pour toute une nouvelle jeune génération d'acteurs et d'auteurs, érudit sans ostentation, il dispensa des cours considérés comme les plus passionnants et stimulants de la ville, courus et appréciés, à la méthode sûre et fructueuse, partiellement inspirée de celle de Constantin Stanislavski.

## Filmographie

### Comme acteur
- 1939 : Dans une pauvre petite rue (...One Third of a Nation...) de Dudley Murphy : un homme dans la foule
- 1940 : Third Finger, Left Hand de Robert Z. Leonard : Johann
- 1940 : Chante mon amour : Second Man on Stairs
- 1940 : La Villa des piqués (You'll Find Out) de David Butler : Mr. Corey
- 1941 : Âge ingrat (Small Town Deb) de Harold D. Schuster : Hector
- 1941 : Petticoat Politics (en) d'Erle C. Kenton : Henry Trotter
- 1941 : Une femme à poigne (The Lady from Cheyenne) de  Frank Lloyd : Reporter
- 1941 : Mutiny in the Arctic (en) de John Rawlins : The Cook
- 1941 : Tous les biens de la terre (All That Money Can Buy) de   William Dieterle : Tom Sharp
- 1941 : Tu m'appartiens (You Belong to Me) de   Wesley Ruggles : Mr. Greener, Department Store Clerk
- 1941 : Ici Londres d'Edwin L. Marin : Secretary
- 1942 : North to the Klondike (en) d'Erle C. Kenton : Lafe Jordon
- 1942 : Roxie Hart de William A. Wellman : Orderly
- 1942 : Who Is Hope Schuyler? (en) de Thomas Z. Loring : Medical Examiner
- 1942 : The Man Who Wouldn't Die d'Herbert I. Leeds : Coroner Tim Larson
- 1942 : The Postman Didn't Ring (en) d'Harold D. Schuster : Harwood Green
- 1942 : Girl Trouble d'Harold D. Schuster : Mr. Mooney
- 1942 : Tennessee Johnson de William Dieterle : Captain
- 1942 : Frankenstein rencontre le loup-garou (Frankenstein Meets the Wolf Man) de Roy William Neill : Crypt keeper
- 1943 : La Nuit sans lune (The Moon Is Down) d'Irving Pichel : Albert
- 1943 : Aerial Gunner (en) de William H. Pine : Flight Crew Member
- 1943 : Mon amie Flicka (My Friend Flicka) d'Harold D. Schuster : Tim Murphy
- 1946 : Joe Palooka, champion (en) (Joe Palooka, Champ) de Reginald Le Borg : Reporter
- 1946 : Quelque part dans la nuit (Somewhere in the Night) de Joseph L. Mankiewicz : Bank teller
- 1946 : Rendezvous with Annie d'Allan Dwan : Howard
- 1946 : It Shouldn't Happen to a Dog (en) d'Herbert I. Leeds : Sam Black
- 1946 : Les Tueurs (The Killers) de Robert Siodmak : 'Blinky' Franklin
- 1946 : Californie terre promise (California) de John Farrow : Clem, Miner
- 1947 : L'Extravagante Miss Pilgrim (The Shocking Miss Pilgrim), de George Seaton : Sténographe
- 1947 : Le Miracle de la 34e rue (Miracle on 34th Street) de George Seaton : Reporter
- 1947 : Femme de feu (Ramrod) d'André de Toth : Bice (hotel clerk)
- 1947 : Les Démons de la liberté (Brute Force) de Jules Dassin : 'Freshman' Stack
- 1947 : Hoppy's Holiday (en) de George Archainbaud : Jed
- 1947 : Les Conquérants d'un nouveau monde (Unconquered) de Cecil B. DeMille : Trapper
- 1947 : L'Homme que j'ai choisi (The Flame), de John H. Auer : L'Étranger
- 1947 : Un gangster pas comme les autres (The Gangster) de Gordon Wiles : Brother-in-law
- 1948 : Alias a Gentleman de Harry Beaumont : Zu
- 1948 : The Wreck of the Hesperus (en) d'Elmer Clifton : Joshua Hill
- 1948 : Let's Live Again (en) d'Herbert I. Leeds : Bartender
- 1948 : Le Retour (Homecoming) de  Mervyn LeRoy : Cigarette Smoker
- 1948 : La Naufragée (I, Jane Doe) de Robert G. Vignola : Immigration Officer
- 1948 : Pénitencier du Colorado (Canon City), de Crane Wilbur : Carl Schwartzmiller
- 1948 : Mon héros (A Southern Yankee) d'Edward Sedgwick : Union cavalry sergeant
- 1948 : Jeanne d'Arc (Joan of Arc) de Victor Fleming : Joan's prison guard
- 1948 : Captif en mer (Kidnapped) de William Beaudine : Shuan
- 1948 : Le Réveil de la sorcière rouge (Wake of the Red Witch) d'Edward Ludwig : Mr Loring
- 1949 : L'Assassin sans visage (Follow Me Quietly) de Richard Fleischer : sergent Collins
- 1949 : Hideout (en) de Philip Ford : Beecham
- 1949 : Graine de faubourg (City Across the River) de Maxwell Shane : Police Lieutenant Louie Macon
- 1949 : Roughshod (en) de Mark Robson : Jed Graham
- 1949 : La Demeure des braves (Home of the Brave) de Mark Robson : Doctor
- 1949 : La Scène du crime (Scene of the Crime) de  Roy Rowland : Man Arrested with Switchblade
- 1949 : Bagdad de Charles Lamont : Mohammed Jao
- 1950 : L'Homme du Nevada (The Nevadan) de Gordon Douglas : Bart
- 1950 : Singing Guns de R. G. Springsteen : Richards
- 1950 : Le Convoi maudit (The Outriders) de Roy Rowland : Keeley
- 1950 : Mississippi-Express (Rock Island Trail) de Joseph Kane : Abe Lincoln
- 1950 : Le Roi du tabac (Bright Leaf) de Michael Curtiz : John Barton
- 1950 : La Voix que vous allez entendre (The Next Voice You Hear...) de William A. Wellman : Freddie Dibson
- 1951 : Quatorze heures (Fourteen Hours) d'Henry Hathaway: Sgt. Farley
- 1951 : L'Attaque de la malle-poste (Rawhide) d'Henry Hathaway : Luke Davis
- 1951 : Fort Invincible (Only the Valiant) de Gordon Douglas : Joe Harmony
- 1951 : Sirocco de Curtis Bernhardt : Feisal
- 1951 : Le Voleur de Tanger (The Prince Who Was a Thief) de  Rudolph Maté : Emir Mokar
- 1951 : New Mexico (en) d'Irving Reis : Coyote
- 1951 : Never Trust a Gambler (en) de Ralph Murphy: Lou Brecker
- 1951 : Superman et les Nains de l'enfer (Superman and the Mole Men) de Lee Sholem : Luke Benson
- 1951 : Montagne rouge (Red Mountain) de William Dieterle : Sgt. Skee
- 1963 : The Balcony de Joseph Strick : Bishop
- 1963 : Le canari jaune (en) (The Yellow Canary) de  Buzz Kulik : Joe
- 1964 : Une femme dans une cage (Lady in a Cage) de Walter Grauman : George L. Brady Jr. aka Repent
- 1965 : Les Mercenaires du Rio Grande de Robert Siodmak : Abraham Lincoln
- 1965 : La Pyramide du dieu Soleil (Die Pyramide des Sonnengottes) de Robert Siodmak
- 1965 : Les Tueurs de San Francisco (Once a Thief) de Ralph Nelson : Lt. Kebner SFPD
- 1965 : Mickey One d'Alexandra Stewart : Fryer
- 1965 : Le Kid de Cincinnati (The Cincinnati Kid) de Norman Jewison : Hoban
- 1965 et 1968 : Les Mystères de l'Ouest (The Wild Wild West), de Michael Garrison (série TV)
  - La Nuit des Mille Yeux (The Night of a Thousand Eyes), Saison 1 épisode 6, de Richard C. Sarafian (1965) : Captain Ansel Coffin
  - La Nuit de la Terreur cachée (The Night of the Underground Terror), Saison 3 épisode 19, de James B. Clark (1968) : Colonel Tacitus Mosely
- 1966 : L'Opération diabolique (Seconds) de John Frankenheimer : M. Ruby
- 1967 : De sang-froid (In Cold Blood) de   Richard Brooks : M. Hickock
- 1968 : L'Étrangleur de Boston (The Boston Strangler) de Richard Fleischer : John Asgeirsson
- 1969 : Impasse (en) de Richard Benedict : Wombat
- 1969 : Cent Dollars pour un shérif (True Grit) de Henry Hathaway : Tom Chaney
- 1969 : Star Trek (série) : épisode Nuages : Plasus
- 1969 : Butch Cassidy et le Kid (Butch Cassidy and the Sundance Kid) de George Roy Hill : Sheriff Ray Bledsoe
- 1970 : The Movie Murderer (TV) : Collier Landis
- 1970 : A Clear and Present Danger (en) (TV) : Beiseker
- 1970 : Le Secret de la planète des singes (Beneath the Planet of the Apes) : Caspay
- 1970 : Campus (Getting Straight) de Richard Rush : Dr. Willhunt
- 1970 : Appelez-moi monsieur Tibbs (They Call Me MISTER Tibbs!) de Gordon Douglas  : Captain Hank Marden
- 1970 : Cover Me Babe (en) de Noel Black : Paul
- 1970 : Little Big Man d'Arthur Penn : Wild Bill Hickok
- 1971 : Big Fish, Little Fish (TV)
- 1971 : Quand siffle la dernière balle (Shoot Out) : Trooper
- 1971 : Pigeon d'argile (Clay Pigeon) : Clinic Doctor
- 1971 : Catlow de Sam Wanamaker : Merridew
- 1972 : La Chose (Something Evil), de Steven Spielberg (TV) : Gehrmann
- 1972 : Search (Search), (série TV) - Saison 1, épisode 4 (Short Circuit) : Docteur Carl Moen
- 1973 : Set This Town on Fire (TV) : Walter Stafford
- 1973 : Les Rues de San Francisco (The Streets of San Francisco), (série TV) - Saison 1, épisode 25 (Shattered Image) : Ralph Bowen
- 1973 : The Fuzz Brothers : Captain Lean
- 1974 : The Gun and the Pulpit (en) (TV) de Daniel Petrie : Head of Posse
- 1975 : Le Tigre de papier (Paper Tiger), de Ken Annakin : Mr King
- 1976 : Banjo Hackett: Roamin' Free (en) (TV) : Judge Janeway
- 1976 : The Premonition de Robert Allen Schnitzer : Det. Lt. Mark Denver
- 1976 : The Sad and Lonely Sundays (en) (TV) : Dean Miller
- 1976 : Le Dernier nabab (The Last Tycoon) d'Elia Kazan : Doctor
- 1977 : Testimony of Two Men (feuilleton TV) : William Simpson
- 1977 : Moonshine County Express (en) de Gus Trikonis : Hagen
- 1977 : La Malédiction de la veuve noire (Curse of the Black Widow) (TV) : Aspa Soldado
- 1977 : Bon Dieu ! (Oh, God!) de Carl Reiner : Rabbi Silverstone
- 1977 : Captains Courageous (TV) : Salters
- 1978 : Horrible carnage (en) (Jennifer) de Brice Mack : Luke Baylor
- 1978 : Les Oies sauvages (The Wild Geese) d'Andrew V. McLaglen : Mr. Martin
- 1978 : La Petite Maison dans la prairie (The House on the Prairie) (Série TV) saison 5, épisode 21 (L'incendiaire (Barn Burner) ) : juge Parker
- 1978 : L'Ancien Testament (feuilleton TV) : Saul
- 1978 : Le Pirate (The Pirate) (TV) : Prince Feiyad
- 1979 : Up River : Bagshaw
- 1979 : Les Joyeux Débuts de Butch Cassidy et le Kid (Butch and Sundance: The Early Days) de Richard Lester : Sheriff Ray Bledsoe
- 1980 : Les Mercenaires de l'espace (Battle Beyond the Stars) de  Jimmy T. Murakami : Zed
- 1980 : Homeward Bound (TV) : George
- 1981 : La Petite Maison dans la prairie (The House on the Prairie) (Série TV) saison 7, épisode 19 (Justice aveugle (Blind Justice) ) : Edgar Mills
- 1982 : Cry for the Strangers (TV) : Riley
- 1982 : L'Épée sauvage (The Sword and the Sorcerer) d'Albert Pyun  : Craccus
- 1983 : Rooster: Spurs of Death! : Kink
- 1984 : Conan le Destructeur (Conan the Destroyer) de Richard Fleischer : Grand Vizir
- 1985 : Hell Town (en) (série TV) : Lawyer Sam (unknown episodes)
- 1985 : Creator d'Ivan Passer : Dean Harrington
- 1985 : Perdus dans la ville (en) (Final Jeopardy) (TV) de Michael Pressman : Derelict
- 1986 : Morningstar/Eveningstar (série TV) : Bill McGregor (unknown episodes)
- 1986 : Le Choix (en) (Second Serve) (TV) d'Anthony Page : Dr. Harry Benjamin
- 1988 : Cognac (Tajna manastirske rakije) de Slobodan Sijan : Colonel Frazier
- 1988 : Le Messager de la mort (Messenger of Death) de J. Lee Thompson : Willis Beecham
- 1988-1990 : La Nouvelle Guerre des mondes (War of the Worlds) : apparition
- 1989 : The Magic Boy's Easter (vidéo) : The Servant
- 1989 : Un silence coupable (A Deadly Silence) (TV) : Judge Harvey W. Sherman
- 1989 : Santa Barbara (série TV) : Roger Wainwright #1 (unknown episodes)
- 1990 : La Rose et le chacal (en) (The Rose and the Jackal) (TV) de  Jack Gold : James Buchanan (uncredited)
- 1990 : Comme un oiseau sur la branche (Bird on a Wire) de  John Badham : Lou Baird
- 1990 : To My Daughter (TV) : Travis
- 1990 : The Judas Project (en) de James H. Barden : Poneras
- 1991 : The Washing Machine Man (TV) : Eddie Sills
- 1991 : Dette de sang (Payoff) (TV) : Don Anzia
- 1992 : Sinatra (TV) : Quinlin
- 1993 : Le Rubis du Caire (Ruby Cairo) de Graeme Clifford : Joe Dick (buying Baseball Cards)
- 1993 : Beethoven 2 (Beethoven's 2d) de Rod Daniel : Gus, the Janitor
- 1994 : Que la chasse commence (Surviving the Game) d'Ernest R. Dickerson : Hank
- 1994 : Color of Night de Richard Rush  : Ashland
- 1996 : La Loterie (The Lottery) (TV) de   Daniel Sackheim : Albert Smith
- 1998 : Ted de Seth MacFarlane: Professor

### Série TV
- 1975 : Starsky et Hutch. Andrew Mello (saison 1, épisode 3)

- 1976 : Super Jaimie (The Bionic Woman) (série télévisée) : Le Démon de la nuit (saison 2, épisode 20) : Thomas Bearclaw
- 1977 : La Petite Maison dans la prairie : le juge Parker (saison 5 épisode 21)
- 1981 : La Petite Maison dans la prairie : Edgar Mills (saison 7 épisode 19)
- 1986 : L'Agence tous risques : A.J. Bancroft (saison 5 épisode 8)
- 2000 : Charmed

### Comme réalisateur
- 1972 : Anna et le roi (Anna and the King) (série télévisée)